# Blåt kort
Blåt kort. Et fortrykt kort i let karton og liggende A4 format til brug for registrering af museumsgenstande. Denne type kort (om end i lidt mindre format) blev taget i brug på Dansk Folkemuseum (Nationalmuseet) allerede før 2. verdenskrig, og herfra bredte brugen af kortene sig til de fleste af landets øvrige kulturhistoriske museer. Kulturarvsstyrelsen vurderer, at der findes mere end 2 mio. blå kort på statslige og statsanerkendte museer.
Med den stigende overgang til elektronisk registrering er det efterhånden kun få museer, der udfylder blå kort. Siden 2005 har Kulturarvsstyrelsen koordineret et omfattende arbejde med OCR-scanning af museernes blå kort med henblik på at tilgængeliggøre genstandsregistreringer i det centrale kulturarvsregister, Museernes Samlinger. 
Et blåt kort rummer følgende fortrykte felter beregnet på udfyldelse med skrivemaskine:
1. Gruppe
Her anføres emnegruppe fra Saglig registrant for kulturhistoriske Museer; først emnegruppens navn derefter dens kodebetegnelse.
2. Museum
Her anføres navnet på det museum, der ejer den pågældende museumsgenstand.
3. Sted
Her anføres genstandens hjemsted, således som det er bestemt ud fra oplysningerne. Sognets eller købstadens navn bør anføres i den form, det har i Topografisk Register.
4. Topografisk nummer
Her angives det nummer, der ifølge Topografisk Register svarer til sognet eller til købstaden. Hvis man har valgt et større område, f.eks. Himmerland som hjemsted, anføres nummeret på dette. For genstande med udenlandsk hjemsted anføres landets navn.
5. Genstand
Her anføres genstandens navn på rigsdansk. Genstandens navn bør vælges med omhu og være så præcist som muligt, da genstandsnavnet sammen med inventarnummeret udgør den første identifikationsmulighed ved søgning i museets kartoteker og fortegnelser. Genstandens navn bør være så betegnende, at man på grundlag af det straks kan henføre genstanden til en almen kendt genstandskategori, f.eks. stole, borde, ure, spande, hatte.
6. Inventarnummer (genstandsnummer)
Her anføres genstandens museumsnummer ifølge museets regler for nummerering af genstande.
7. Negativnummer
Hvis der foreligger et fotografi af genstanden, anføres negativets nummer i rubrikken.
8. Tekst
På kortets venstre halvdel skrives den såkaldte indføringstekst, der disponeres i tre afsnit:
8.1. Genstandsbeskrivelse
Her anføres genstandens væsentligste materialer, vigtigste farver og hovedmål. Desuden beskrives genstandens type og vigtigste karakteristika i alment forståelig form. Endvidere gengives eventuelle indskrifter og årstal samt signaturer, mesterstempler eller andre fabrikationsangivelser. Endelig noteres eventuelle brugsspor og defekter.
8.2 Proveniensoplysninger
Her gengives de redigerede oplysninger om genstandens fremstilling, brug og senere historie med henvisning til eventuelle supplerende optegnelser, opmålinger eller billedmateriale.
8.3 Administrative oplysninger
Her gengives oplysninger om genstandens erhvervelse – hvordan, hvornår og fra hvem. Desuden henvises til hvilke museumsnumre, erhvervelsen omfatter, samt til dens sagsnummer i brevjournalen. Til slut anføres indføringsdato og signatur.
9. Billede
Kortets højre halvdel er beregnet til billedgengivelser af genstanden, enten i form af skitser eller i form af opklæbede fotografier.